# 霍伯格 (密蘇里州)
霍伯格（英語：Hoberg）是位於美國密蘇里州勞倫斯縣的村。

## 人口
根據2020年美國人口普查的數據，霍伯格的面積為0.14平方千米，皆為陸地。當地共有人口48人，而人口密度為每平方千米343人。